# 周三王陵
周三王陵，相传为东周时期周敬王、周悼王、周定王的陵墓。
位于今河南省洛阳市涧西区瀛洲街道（高新区托管）土桥沟村南周山森林公园内。有三个土冢相连，俗称 “三山”。《水经·洛水注》 载： 洛水 “又东北，迳三王陵，东北出焉。三王或言周景王、悼王、定王也。……今陵东有石碑，录赧王以上世王名号，考之碑记，周墓明矣”。北魏司徒公崔浩注《西征赋》认为周定王应为周敬王。王子朝之难，周朝政衰，周悼王、周敬王二王与周景王都葬在此处，于是世称三王名陵。《帝王世纪》记载周景王葬于翟泉，即洛阳太仓中大冢。又传言在周山附近，周敬王、周悼王二王，史书没有记载葬处。

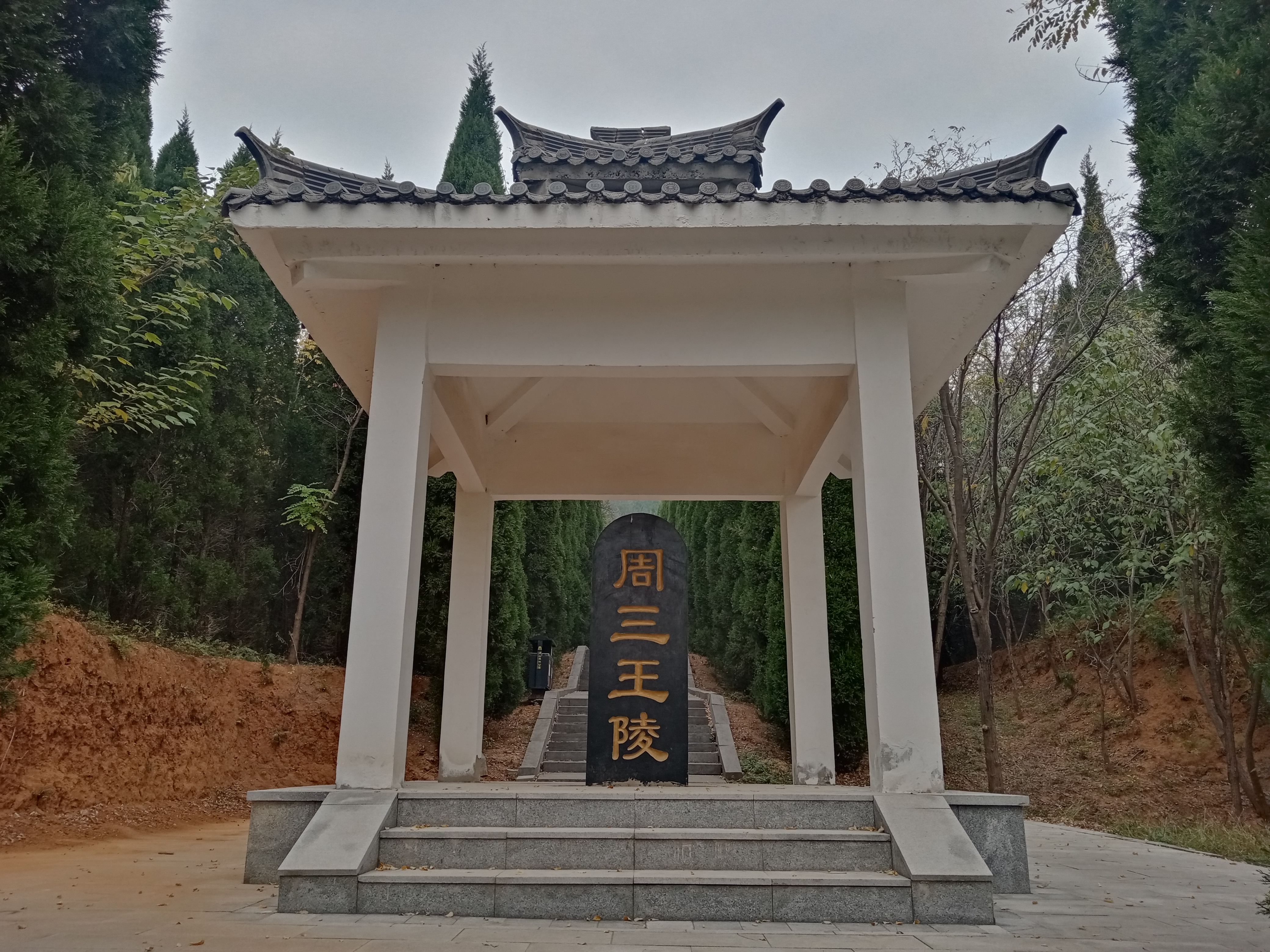
周三王陵碑亭

1981年2月公布为洛阳市文物保护单位。